# Wasserkraftwerk Churchill Falls
Das Wasserkraftwerk Churchill Falls ist ein unterirdisches Laufwasserkraftwerk in der kanadischen Provinz Neufundland und Labrador. Es befindet sich am Churchill River in der Region Labrador in der Nähe des 75 Meter hohen Wasserfalls Churchill Falls und wird durch Wasser aus dem 6527 km² großen Smallwood Reservoir angetrieben. Das Kraftwerk generiert eine Leistung von 5428 Megawatt. Die Bauarbeiten begannen 1967, die Inbetriebnahme erfolgte schrittweise zwischen 1971 und 1974. Besitzer ist die Churchill Falls (Labrador) Corporation Limited, an der Nalcor Energy zu 65,8 % und Hydro-Québec zu 34,2 % beteiligt sind. Der Betrieb erfolgt durch Newfoundland and Labrador Hydro, eine Tochtergesellschaft von Nalcor Energy.

## Geschichte

### Planungen
Die Gewässerkommission der Provinz Québec, die Anspruch auf Labrador erhob, entsandte im Jahr 1915 den Ingenieur Wilfred Thibaudeau, um das Labrador-Plateau zu vermessen. Thibaudeau war beeindruckt vom Wasserkraftpotenzial der Gegend und entwarf ein Kanalsystem, mit dem das Wasser hätte umgeleitet werden können, bevor es den Wasserfall erreichte. Dadurch entfiele die Notwendigkeit zum Bau massiver Dämme. Mit einem Schiedsspruch des Justizkomitees des britischen Privy Council erlangte das Dominion Neufundland die Hoheitsrechte über das umstrittene Gebiet.
1949 wurde Neufundland eine kanadische Provinz. Joey Smallwood, der neufundländische Premierminister, trieb das Projekt eines Wasserkraftwerks im Einzugsgebiet des Churchill River voran. 1952 vermittelte ihm der britische Premierminister Winston Churchill Kontakte zu verschiedenen Unternehmen, insbesondere zum Finanzinstitut N M Rothschild & Sons. Unter Federführung der Rothschilds wurde 1953 das Konsortium British Newfoundland Development Corporation (Brinco) gegründet. Daran beteiligt waren auch die Papierhersteller Bowater und Anglo-Newfoundland, das Industrieunternehmen English Electric sowie die Bergbauunternehmen Rio Tinto, Anglo American und Frobisher. Mit der Erschließung von Eisenerzminen im westlichen Labrador und dem Bau der Quebec North Shore and Labrador Railway war auch der Bau des Wasserkraftwerks an den damals noch so benannten Hamilton Falls wirtschaftlich geworden.
Shawinigan Engineering, eine Tochtergesellschaft des Stromversorgers Shawinigan Water and Power Company (SW&P), führte ab 1954 Beratertätigkeiten für Brinco durch. 1958 beteiligte sich SW&P mit 20 % am neu gegründeten Joint Venture Hamilton Falls Power Corporation und investierte dabei 2,25 Millionen CAD. Der damals üblichen Gepflogenheit folgend, versuchte Brinco noch vor Baubeginn Abnehmer für den zu produzierenden Strom zu finden. Doch die Aluminiumkonzerne Alcan, Alcoa und British Aluminium entschieden sich gegen den Bau von Werken in Labrador und die United Kingdom Atomic Energy Authority verzichtete auf die Errichtung einer Uran-Anreicherungsanlage. Auch der Stromexport nach Ontario fiel außer Betracht, da diese Provinz aus Kostengründen den Betrieb von Kernkraftwerken vorzog.
1963 wurde die SW&P verstaatlicht und ging in Hydro-Québec auf. Der Staatsbetrieb der Provinz Québec übernahm auch den 20-Prozent-Anteil am Wasserkraftprojekt in Labrador. 1965 wurden die Hamilton Falls zu Ehren des verstorbenen Winston Churchill in Churchill Falls umbenannt.

### Bauarbeiten
Nach jahrelangen Planungsarbeiten begannen am 17. Juli 1967 offiziell die Bauarbeiten. Dafür verantwortlich war ein Konsortium zweier Bauunternehmen, der kanadischen Acres und der amerikanischen Bechtel Corporation. Aufgrund der harten klimatischen Bedingungen erwiesen sich die Bauarbeiten als sehr schwierig. Darüber hinaus war die Gegend unwirtlich und weit von menschlichen Siedlungen entfernt. Das Krafthaus wurde in bis zu 300 Metern Tiefe in den harten Fels gehauen. Damals war diese Baustelle die größte in Nordamerika und beschäftigte bis zu 6.300 Arbeiter. Die Baukosten betrugen 946 Millionen CAD.
Um die Fallhöhe von insgesamt 316 Metern zu nutzen, waren keine großen Absperrbauwerke zu errichten. Es war lediglich notwendig, den Churchill River mit Kanälen und Dämmen umzuleiten. Die 88 Dämme haben eine Gesamtlänge von 64 km und eine größte Höhe von 36 m. Diese stauen den 6527 km² großen Smallwood Reservoir, der nach Joey Smallwood benannt wurde. Das Kraftwerk tätigte am 6. Dezember 1971 seine ersten Stromlieferungen, fünf Monate und drei Wochen vor dem ursprünglich vorgesehenen Zeitpunkt. Die letzte der elf Turbinen nahm 1974 ihren Betrieb auf. Wie so oft waren die Rechte der Ureinwohner Labradors, des Volks der Innu, nicht beachtet worden und es wurden keine Entschädigungen gezahlt. Die Innu hatten das durch den Stausee überflutete Gebiet vorher zum Jagen und Fallenstellen genutzt.

### Rechtsstreitigkeiten
In der Provinz Neufundland und Labrador sorgte die Aufteilung der Profite des im Kraftwerk produzierten Stroms wiederholt für politische Kontroversen. Nach jahrelangen Verhandlungen hatten sich Hydro-Québec und Brinco am 12. Mai 1969 definitiv über die Finanzierung des Projekts geeinigt. Mit dem Vertrag verpflichtete sich Hydro-Québec, während 65 Jahren den größten Teil der Produktion des Kraftwerks für einen Viertelcent pro Kilowattstunde (kWh) zu erwerben – der exakte Tarif beträgt 0,25425 Cents/kWh bis zum Jahr 2016 und 0,2 Cents/kWh für die restlichen 25 Jahre der Vertragslaufzeit – sowie einen Teil des Zinsänderungsrisikos und der Schulden von Brinco zu übernehmen. Im Gegenzug hatte das Unternehmen einen Aktienanteil von 34,2 % an der Churchill Falls (Labrador) Corporation Limited erhalten.
1972 wurde der liberale Premierminister Joey Smallwood durch den Konservativen Frank Moores abgelöst. Die neue Regierung war nach der Ölkrise von 1973 mit dem im Vertrag festgelegten Bedingungen nicht einverstanden, da sie ihrer Meinung nach Hydro-Québec zu stark begünstigten. Sie drohte Brinco mit der Enteignung und erwarb schließlich im Juni 1974 für 160 Millionen Dollar sämtliche nicht von Hydro-Québec gehaltenen Anteile an der Churchill-Falls-Gesellschaft. Gleichzeitig übernahm sie die Wassernutzungsrechte am Churchill River. Die Regierung Neufundlands beharrte daraufhin auf eine Neuverhandlung des Vertrags, was Hydro-Québec jedoch wiederholt ablehnte. Nach langwierigen juristischen Auseinandersetzungen zwischen den beiden benachbarten Provinzen bestätigte der Oberste Gerichtshof von Kanada 1984 und 1988 zweimal die Gültigkeit des Vertrags. Müsste Hydro-Québec für den aus Churchill Falls gelieferten Strom Marktpreise bezahlen, so würden die Profite um rund 75 % geringer ausfallen, wie der Ökonom Claude Garcia vorrechnete.

## Anlage
Ähnlich wie bei den Niagarafällen wird das Wasser zum Kraftwerk umgeleitet und fließt nur noch selten den Wasserfall hinunter, wenn Hochwasser herrscht. Hier wird mit elf Turbinen eine Leistung von 5428 MW erzielt, und das Kraftwerk wäre auf 6.300 MW erweiterbar. Somit ist Churchill Falls nach dem Robert-Bourassa-Kraftwerk das zweitgrößte Kanadas. Die Laufräder der Francis-Turbine sind aus Edelstahl und wiegen je 70 Tonnen. Das Krafthaus befindet sich in einer unterirdischen Kaverne, welche die zweitgrößte der Welt ist. Die Abmessungen des Krafthauses betragen: 296 m × 25 m × 47 m; die Höhe entspricht einem 15-geschossigen Hochhaus. Dafür wurden 1,9 Millionen m³ Gestein aus dem Granitfels des kanadischen Schilds gesprengt. Das Material fand beim Bau von Straßen und Dämmen Verwendung. Die jährliche Energieproduktion beträgt 35.000 GWh. Der Strom wird heute auch nach Québec und bis in die USA geleitet.
Zurzeit gibt es Pläne, die Wasserkraftanlagen am Churchill River auf insgesamt 9.252 MW zu erweitern.